# Norops wermuthi
Norops wermuthi är en ödleart som beskrevs av  Köhler och OBERMEIER 1998. Norops wermuthi ingår i släktet Norops och familjen Polychrotidae. Inga underarter finns listade i Catalogue of Life.